# NGC 4178
NGC 4178 (również IC 3042, PGC 38943 lub UGC 7215) – galaktyka spiralna z poprzeczką (SBcd), znajdująca się w gwiazdozbiorze Panny. Odkrył ją John Herschel 11 kwietnia 1825 roku. Należy do gromady w Pannie.
Galaktyka odległa jest o około 55 milionów lat świetlnych od Ziemi. W 2012 roku w centrum galaktyki odkryto jedną z najmniejszych znanych supermasywnych czarnych dziur o masie wynoszącej około 200 tysięcy mas Słońca. W odróżnieniu od większości galaktyk spiralnych, NGC 4178 nie ma wybrzuszenia w jej centrum i nie spodziewano się tam znaleźć czarnej dziury.
W galaktyce tej zaobserwowano supernową SN 1963I.